# Andrej Makajonak
Andrej Jahorawicz Makajonak (ur. 12 listopada 1920 we wsi Borchow w obwodzie homelskim, zm. 16 listopada 1982 w Mińsku), komediopisarz białoruski.
W 1939 rozpoczął służbę wojskową na terenie Gruzińskiej SRR, w czasie II wojny światowej brał udział w radziecko-brytyjskiej Operacji Y w Iranie, później walczył na Kaukazie, brał udział w desancie na Krym. Ciężko ranny w czasie niemieckiej kontrofensywy w kwietniu 1942, zagrożony amputacją nóg, został zdemobilizowany. Resztę wojny spędził w Gruzji i na Białorusi. Od 1944 był rejonowym sekretarzem Komsomołu, a od 1945 pracował w aparacie partyjnym KPB. Po ukończeniu w 1949 ideologicznej szkoły przy Komitecie Centralnym KPB został skierowany do pracy w redakcji satyrycznego czasopisma w języku białoruskim Wożyk (Jeżyk), w tym samym roku został członkiem Związku Pisarzy ZSRR. W latach 1966–1977 piastował stanowisko redaktora naczelnego czasopisma Nieman, organu Związku Radzieckich Pisarzy Białorusi. W 1966 jako członek delegacji białoruskiej brał udział w sesji Zgromadzenia Ogólnego ONZ. W okresie 1971—1982 był deputowanym do Rady Najwyższej Białoruskiej ZRR.
Najważniejsze dzieła to: Wybaczajce kali łaska (1953), Trybunał (1970), Dychajce oszczadna (1982). Ostatnia z prac była tragikomedią poświęconą zagrożeniu wynikającemu z katastrof jądrowych.